# ألفونسو خوسيه سيرانو
ألفونسو خوسيه سيرانو (بالإسبانية: Alfonso Elías Serrano)‏ هو سياسي مكسيكي، ولد في 17 أغسطس 1960 في المكسيك. حزبياً، نشط في الحزب الثوري المؤسساتي. وقد انتخب عضو مجلس الشيوخ من المكسيك.